# Munizipalität Keda
Die Munizipalität Keda (georgisch ქედის მუნიციპალიტეტი, Kedis munizipaliteti) ist eine Verwaltungseinheit (etwa entsprechend einem Landkreis) in der Autonomen Republik Adscharien in Georgien. Sie hat 16.700 Einwohner (Stand: 2021).

## Geographie
Das Verwaltungszentrum der Munizipalität Keda ist die Minderstadt Keda. Die Fläche beträgt 452 km². Die Einwohnerzahl war mit 16.760 Einwohnern (2014) gegenüber der vorangegangenen Volkszählung (20.024 Einwohner 2002) stark gesunken.
Bevölkerungsentwicklung
Anmerkung: Volkszählungsdaten

Im Norden wird die Munizipalität Keda von der Munizipalität Kobuleti, im Westen von der Munizipalität Chelwatschauri, im Osten von der Munizipalität Schuachewi und im Süden von der Türkei begrenzt. Die Grenze zwischen der Munizipalität Keda und der Türkei läuft auf dem Kamm des Schawschet-Gebirges. In diesem befindet sich auch der höchste Berg der Munizipalität, die Ghoma mit 2441 Metern über dem Meeresspiegel. Im Nordostteil des Gebietes beginnt das Meschetische Gebirge.
Der größte Fluss ist der Adschariszqali. Das Adschariszqali-Tal in der Munizipalität Keda ist eine der waldreichsten Gebiete Georgiens. Die dortige subtropische Flora und Fauna ist in anderen Regionen des Landes nicht anzutreffen.
Die größten Ortschaften neben Keda (1510 Einwohner) sind mit jeweils über 500 Einwohnern Acho, Charaula, Kokotauri, Pirweli Maissi („Erster Mai“) und Zchmorissi (2014). Die Munizipalität gliedert sich in den eigenständigen Hauptort Keda sowie zehn Gemeinden (georgisch temi, თემი) mit insgesamt 64 Ortschaften:
| Gemeinde       | Anzahl Ortschaften | Einwohner (2014) |
| -------------- | ------------------ | ---------------- |
| Dandalo        | 7                  | 1961             |
| Dologani       | 3                  | 781              |
| Keda           | 11                 | 1988             |
| Machunzeti     | 9                  | 2121             |
| Merissi        | 7                  | 1132             |
| Oktomberi      | 5                  | 853              |
| Pirweli Maissi | 4                  | 1213             |
| Sware          | 5                  | 1346             |
| Zchmorissi     | 6                  | 2605             |
| Zoniarissi     | 7 1                | 1250             |

## Sehenswürdigkeiten
In einigen Dörfern der Munizipalität stehen Ruinen mittelalterlicher Festungen. Auch einige mittelalterliche Brücken sind erhalten.